# Хайнрих фон Бломе
Хайнрих фон Бломе (на немски: Heinrich von Blome; * 1616 в имението Тесторф във Вангелс; † 1676) е благородник от род фон Бломе от Шлезвиг-Холщайн, господар на Фарве в Хаген (1649) в Херцогство Холщайн.
Той е син на Вулф Бломе (1582 – 1667) и съпругата му Аделхайд Рантцау († 1645), дъщеря на
кралския съветник и амтман в Рендсборг Хайнрих Рантцау (1548 – 1615) и Бенедикта фон Бухвалд. Внук е на Ханс Бломе (1538 – 1599) и Катарина Щуре († сл. 1618). Сестра му Маргрете Бломе е омъжена за Ханс Адолф Бухвалд (1622 – 1695).
През 1646 г. Хайнрих фон Бломе получава имението Хаген чрез женитбата му с Луция фон Погвиш, последната наследничка на нейната фамилия. От 1647 до 1649 г. те построяват днешното имение, наричано дворец Хаген. Родът изчезва през 1945 г.

## Фамилия
Хайнрих фон Бломе се жени на 1 септември 1646 г. за Луция фон Погвиш (* 1623), дъщеря на
Зиферт Погвиш (1587 – 1626) и Магдалене Погвиш. Те имат четири деца:
- Катрине Маргрете фон Бломе (* 7 ноември 1649, Рендсборг; † 5 юли 1687, Нойхауз), омъжена	1670 г. за Кай Рантцау (* 25 октомври 1650; † 15 януари 1704, Кил), таен съветник, син на Ханс Рантцау (1608 – 1655) и Ида фон Бухвалд (* пр. 1640)
- Вулф Бломе (* 28 февруари 1651, Хаген; † 4 май 1735), собственик на Хаген, манастирски пробст в Преетц, женен I. за Олегард Катрине Рантцау (имат син), II. 1688 г. за Магдалене фон Румор (* 1660, Рьост; † 16 ноември 1717, Преетц)
- Магдалене Бломе (* 16 май 1652; † 1708), омъжена 1669 г. за Хенинг фон Бухвалд (* 1646; † 3 януари 1685)
- Кристофер Бломе (* 11 май 1657, Рендсборг; † 2 ноември 1729, Итцехое), държавен съветник (1693), таен съветник и датски министър, губернатор на Дитмарскен, женен на 26 октомври 1683 г. за Луция Беата фон Бухвалд; имат син